# 宇宙ロボット

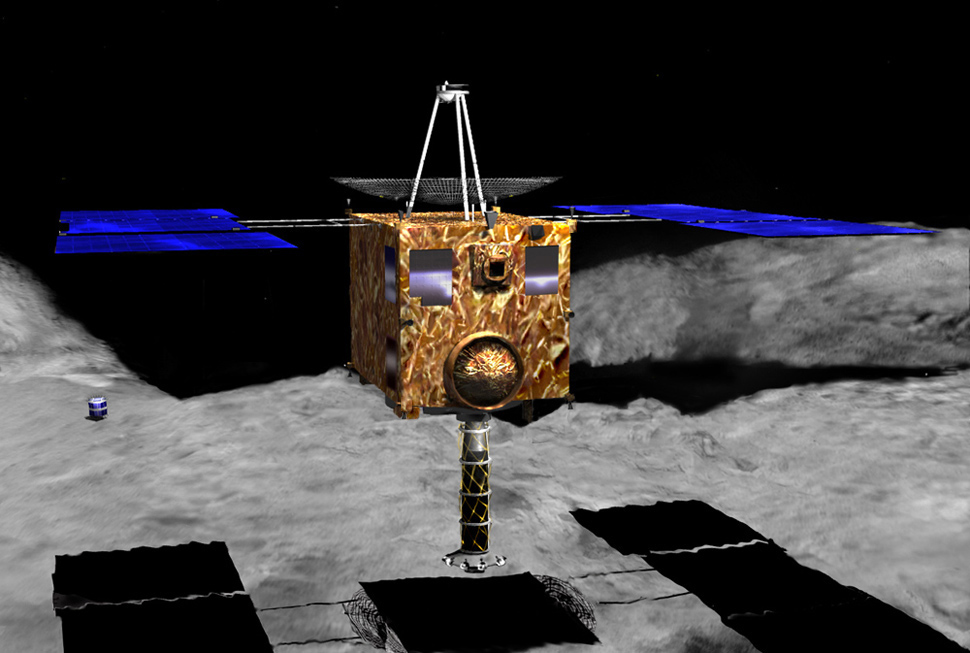
はやぶさの着陸想像図

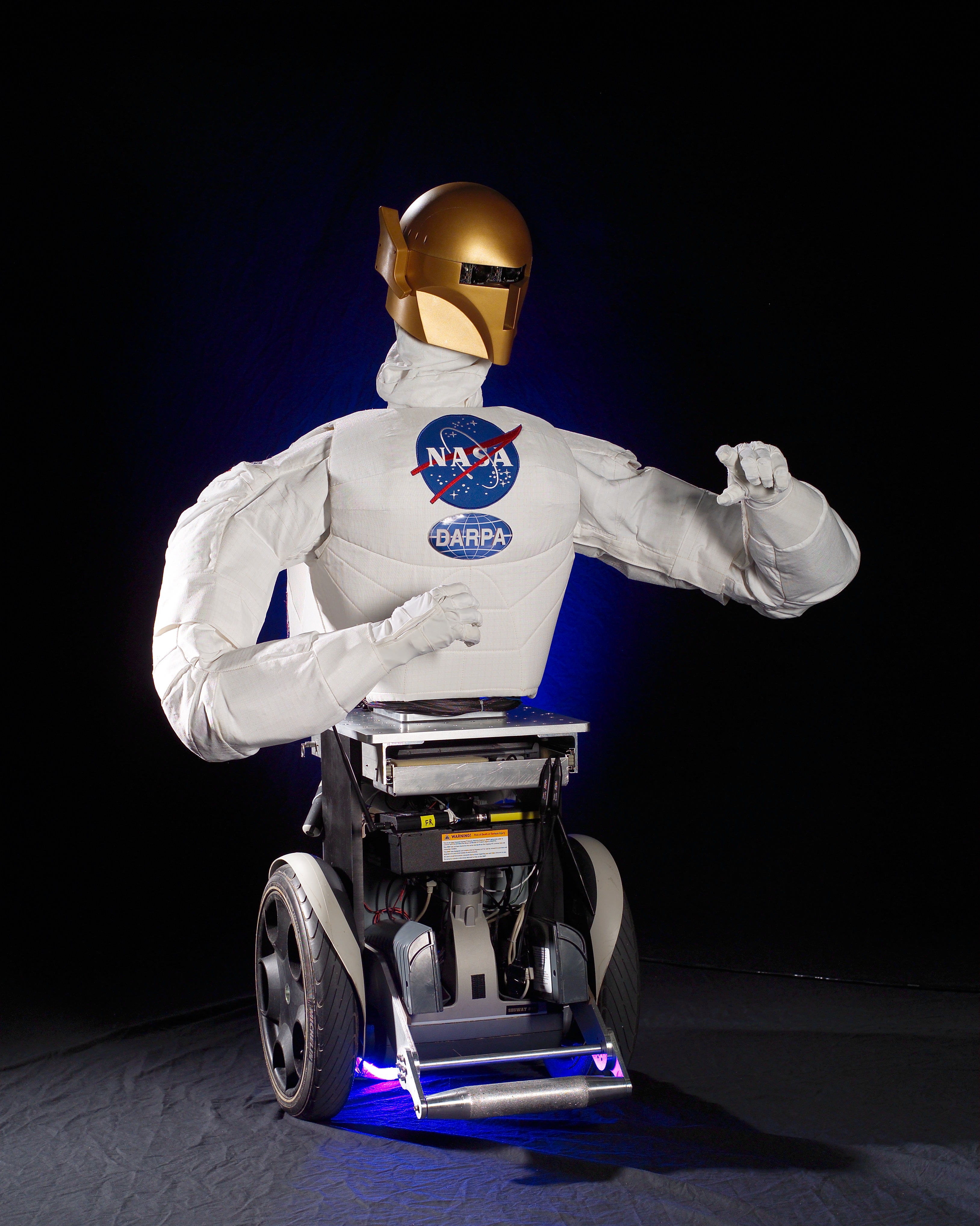
ロボノートB（2003年12月）

宇宙ロボット（うちゅうロボット、英: Space Robots）とは宇宙空間や宇宙ステーションの内外、惑星の表面において活動するロボットである。

## 概要
宇宙空間で活動するロボットでその範囲は広範囲におよび、はやぶさやマーズ・サイエンス・ラボラトリーのような惑星探査機や気象衛星、ロボノート、国際宇宙ステーションのきぼうに搭載されたJEMRMS(JEM Remote Manipulator System)やカナダアーム2のような遠隔操作式のマニピュレータも含まれる。無重力状態では作用、反作用や真空、太陽光による加熱や日陰での極寒など、極限ともいえる環境下での作動が求められる。また、潤滑剤は一部の固体潤滑剤を除けば真空中では使用できない。
1997年から2年間にわたり、軌道上できく7号で要素技術の一部が試験された。
2013年8月10日にISS補給船「こうのとり」4号機でキロボが国際宇宙ステーションに到着した。約1年半滞在してから2015年2月11日キロボが地球に帰還した。
将来は故障した人工衛星の修理やスペースデブリの除去などの使用が想定される。